# Parafia Wszystkich Świętych w Bojszowie
Parafia Wszystkich Świętych w Bojszowie należy do diecezji gliwickiej (dekanat Pławniowice).

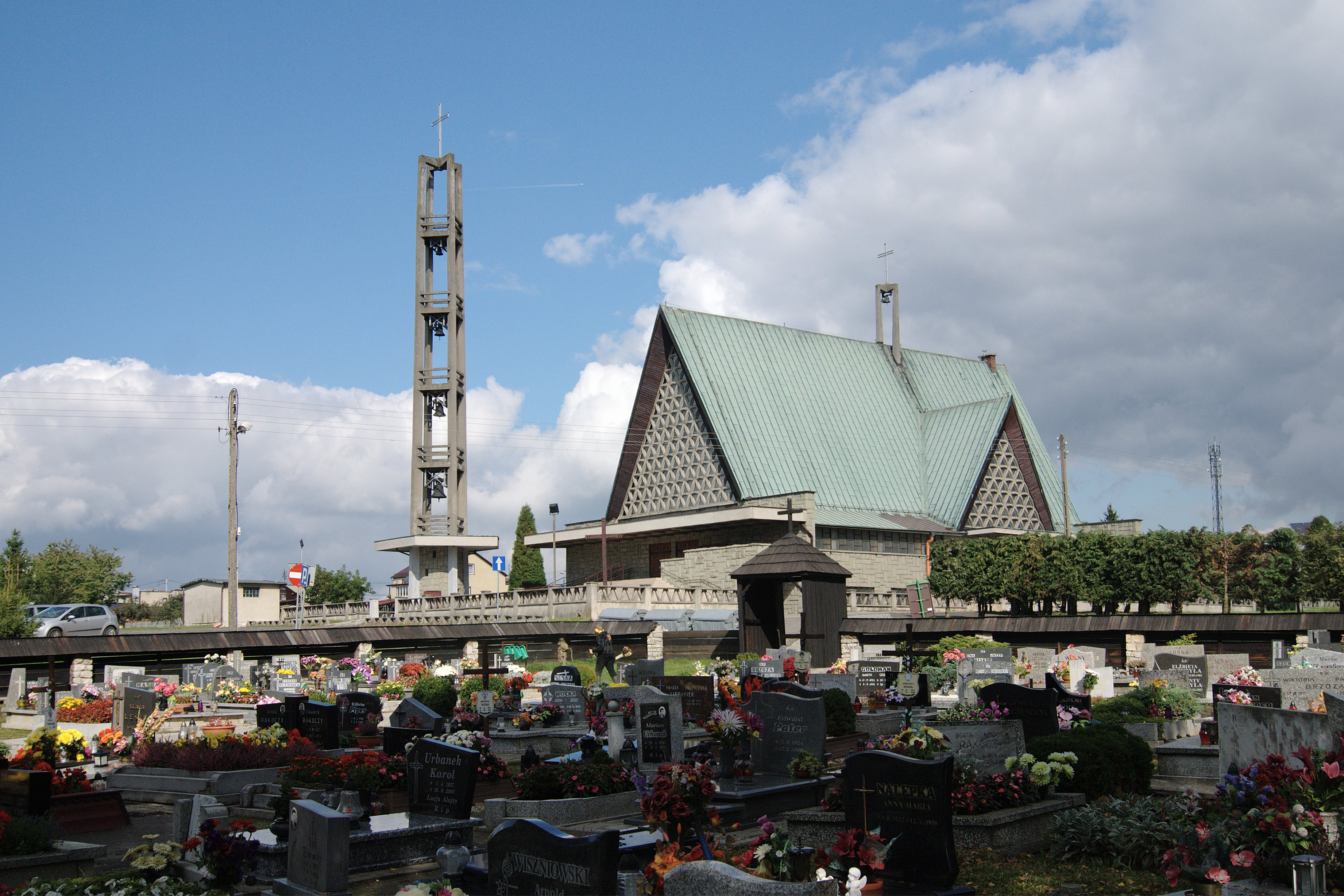
kościół parafialny Nawiedzenia Najświętszej Maryi Panny w Bojszowie

## Miejscowości należące do parafii
- Bojszów, Łącza

## Ulice należące do parafii
- Bojszów: Brzozowa, Dąbrówka, Górna, Kasztanowa, Kościelna, Kościuszki, Leśna, Myśliwska, Nowa, Palmowa, Piwna, Słoneczna Spokojna, Sportowa, Szkolna
- Łącza: Jesionowa, Leśna, Piaskowa, Stawowa, Szkolna

## Duszpasterze

### Proboszczowie
- ks. Józef Kaniut

### Inni księża
- ks. Karol Krafczyk (zm. 1 grudnia 2014)

### Duchowni pochodzący z parafii

#### Zakonnicy
Ojciec Bonawentura Hassa OFM

#### Zakonnice
Siostra Eustella Hassa (rodzona siostra Ojca Bonawentury)

## Kościoły i kaplice mszalne
- Kościół pod wezwaniem Nawiedzenia Najświętszej Marii Panny w Bojszowie (kościół parafialny)
- Kościół pod wezwaniem Wszystkich Świętych w Bojszowie (stary kościół parafialny)
- Kościół pod wezwaniem Narodzenia Najświętszej Maryi Panny w Łączy (kościół filialny)

## Cmentarze
- Cmentarz parafialny przy starym kościele w Bojszowie
- Cmentarz parafialny przy kościele w Łączy

## Księgi metrykalne
Parafia prowadzi księgi chrztów, ślubów i zgonów od 1959 roku